# بوس فولين
بوس فولين (بالإنجليزية: Bös Fulen)‏ هو أحد جبال سلسلة جبال الألب غلاروس وجزء من القمة الأم غلارنيستش يقع في كانتون غلاروس وكانتون شفيتس في سويسرا. يبلغ ارتفاع الجبل حوالي 2802 متر، بينما يبلغ ارتفاع نتوء الجبل 368 متر.